# Стадион Панамерикано
Стадион Панамерикано (шп. Estadio Panamericano, San Cristóbal) је стадион који се налази у Сан Кристобалу, Доминиканска Република. Тренутно се углавном користи за фудбалске утакмице. То је домаћи стадион Сан Кристобала, фудбалског клуба који игра у Првој лиги Доминиканске Републике. На стадиону се такође одржавају утакмице фудбалске репрезентације Доминиканске Републике.
„Стадион Панамерикано” је изграђен 2003. године за прославу регуларне серије КСИВ Панамеричких игара ”Санто Доминго 2003.” На овом турниру учествовале су фудбалске репрезентације Аргентине, Бразила, Колумбије, Канаде, Мексика, Хаитија и Костарике.